# تئاتر پارس

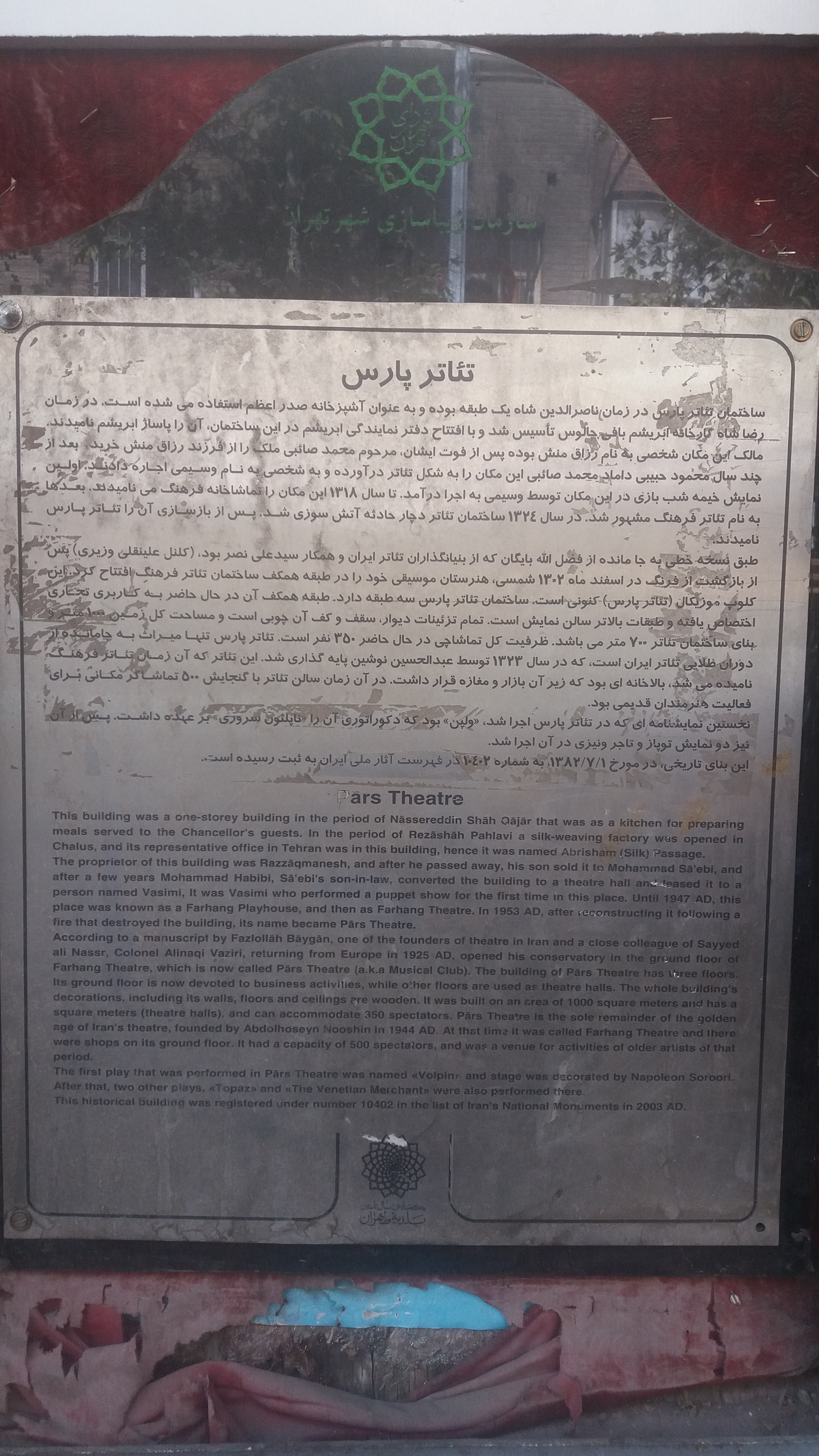
تابلو مشخصات ثبت ملی تئاتر پارس در خیابان لاله‌زار، تهران، ۱۳۹۵

تئاتر پارس مربوط به دوره پهلوی اول است و در تهران، خیابان لاله زار، طبقه دوم پاساژ پارس واقع شده و این اثر در تاریخ ۱ مهر ۱۳۸۲ با شمارهٔ ثبت ۱۰۴۰۲ به‌عنوان یکی از آثار ملی ایران به ثبت رسیده است.

## تاریخچه
این تئاتر در سال ۱۳۲۳ توسط عبدالحسین نوشین که تحصیلاتش را در رشته تئاتر در فرانسه به پایان برده بود با همکاری همسرش «لرتا هایراپتیان» هنرپیشه تئاتر و برخی دیگر از هنرمندان با نام تئاتر فرهنگ که بعدها به تئاتر پارس تغییر نام داد تأسیس کردند.
نوشین با کمک سرمایه‌دارهای بازاری چون جعفری، طایفی و وثیق، تئاتر فرهنگ را در طبقه بالای پاساژ پارس ساخت که حدود ۵۰۰ نفر گنجایش داشت. در سال ۱۳۳۲ شمسی پس از کودتای ۲۸ مرداد آتش‌سوزی وسیعی در تئاتر فرهنگ اتفاق افتاد که آن را سوزاند و پس از آن ساختمان تئاتر بازسازی و تئاتر پارس در آن محل افتتاح شد. پس از انقلاب ۱۳۵۷ ایران تئاتر پارس در اختیار ستاد فرمان هشت ماده‌ای سید روح‌الله خمینی قرار گرفت. تئاتر پارس مدتی با مدیریت مجید جعفری نمایش‌هایی را به روی صحنه برد، ولی پس از مدتی به دلیل مشکلات مالی تئاتر را واگذار کرد و تئاتر پارس عملاً برای مدتی تعطیل شد. تئاتر پارس در تاریخ ۲۷ مرداد ۱۳۸۸ به دلیل شکایت ستاد اجرایی فرمان امام پلمپ شده بود.